# Christian Zufelde
Christian Zufelde (* 10. Januar 1988 in Schwerin) ist ein deutscher Handballspieler. Der 1,82 m große und 82 kg schwere Rechtshänder spielt auf Linksaußen.

## Karriere
Zufelde begann mit dem Handball in seiner Jugend beim SV Post Schwerin. 2010 wechselte er zum Bundesligisten MT Melsungen, wo er zunächst mit einem Zweitspielrecht für den Drittligisten HSG Pohlheim ausgestattet wurde. Zwischenzeitlich hatte er sich als Ersatz für Michael Allendorf etabliert. Nachdem er zur Saison 2014/15 zum Zweitligisten Eintracht Hildesheim wechselte, schloss er sich im Sommer 2015 dem VfL Gummersbach an. Seit dem Sommer 2016 läuft er für den Mecklenburger Stiere Schwerin auf.
Zufeldes bisher größter Erfolg ist das Erreichen des Final Four im DHB-Pokal 2013 und 2014 mit der MT Melsungen.